# Via Roma (Enna)
Via Roma è l'arteria principale del centro storico di Enna. Essa si snoda lungo alcuni chilometri attraverso i quartieri più antichi del Capoluogo di Provincia più alto d'Italia, e ai suoi fianchi si affacciano notevoli edifici di varie epoche e stili, dal barocco al neoclassico passando per lo spagnolo-borbonico, il gotico e il novecento.
Via Roma, in qualità di innervamento viario più importante di Enna, giacché consente di attraversarla dal versante occidentale a quello orientale toccando tutti i punti nevralgici della città, risulta il cuore della vita urbana, e segue un andamento irregolare sia nella direzione che nella pendenza.
Lungo la via, in gran parte stretta e caratteristica - vige difatti il senso unico - si aprono numerose piazze, tra cui 11 sono le più importanti. Esse annoverano i centralissimi Belvedere di Enna, Piazza Matteotti, Piazza Vittorio Emanuele II, Piazza VI Dicembre e Piazza Umberto I, cuore pulsante dell'Ombelico di Sicilia, oltre ad altre piazze notevoli per chiese o edifici artistici che vi prospettano.
L'inizio dell'arteria è segnato dalla prosecuzione di Via Libertà, nella parte moderna di Enna Alta, nota come il Monte; si notano alcuni edifici patrizi d'un certo splendore così come diverse chiese, tra cui due pregevoli barocche su Piazza Neglia, ed un campanile notevole sulla stessa piazza.
Piazza Matteotti segna un bruschissimo invertimento di direzione, segnando una curva a gomito verso sud-est, con uno dei tratti più magnifici di Via Roma: in poche centinaia di metri si aprono qui 5 tra le più belle piazze di Enna.
Oltre lo splendido campanile gotico con bifora di San Giovanni e la piazza Garibaldi, cornice d'architettura fascista con gli edifici della politica e della finanza, Via Roma si allarga e diventa sempre più antica, sino al Duomo di Enna, oltre il quale c'è un notevole restringimento sino al Castello di Lombardia, ove Via Roma cede il posto a due viali.

## Percorso

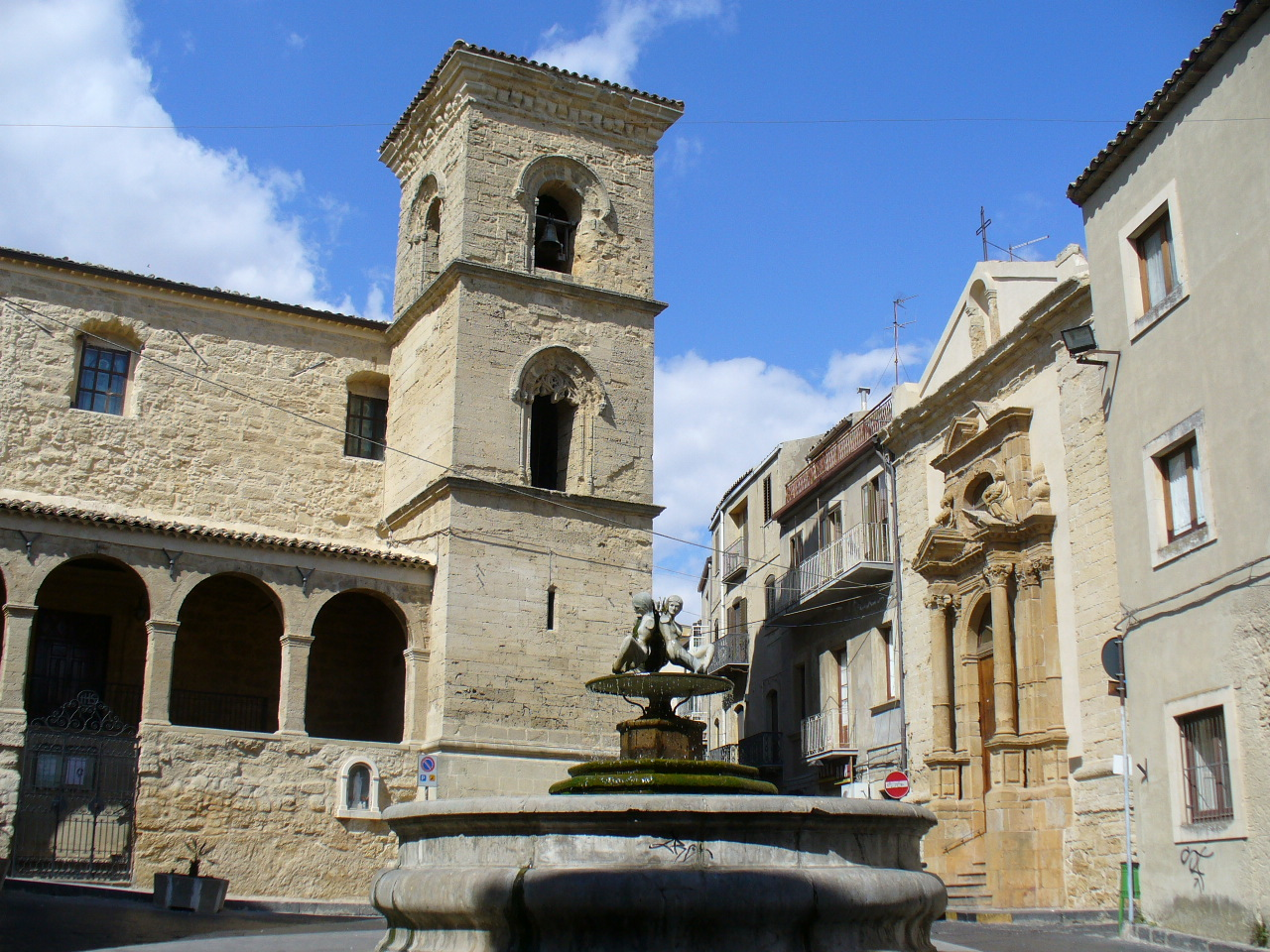
Enna, Piazza Francesco Paolo Neglia con la chiesa di San Tommaso, sullo sfondo, e delle Anime Sante, sulla destra.

Sulla prima piazza che si incontra, Piazza Neglia prospettano la chiesa di San Tommaso, col suo notevole campanile, ex torre di difesa, e la volta affrescata dal fiammingo Guglielmo Borremans.
Di fronte è la chiesa delle Anime Sante, che presenta facciata barocca in tufo di grande pregio stilistico, con grandioso portale, e ricchissimi stucchi all'interno.
Lungo Via Roma si incontra dunque Piazza Matteotti, su cui si impone il profilo maestoso e massiccio della chiesa di San Cataldo, il cui interessante interno barocco vanta, oltre ad alcune tele di valore, dei sotterranei visitati da numerosi turisti per il loro interesse storico.
Piazza Vittorio Emanuele, punto focale e massimo vertice della vita cittadina, è dominata dall'elegante architettura di diversi edifici antichi, primo fra tutti il notevole Palazzo Chiaramonte, eretto da una delle più potenti famiglie feudali siciliane, dei Chiaramonte appunto. Nel poderoso complesso architettonico sono insiti la bellissima Chiesa di San Francesco d'Assisi, che custodisce un prezioso crocifisso, marmi e stucchi, la Sala Cerere, auditorium e sala conferenze, la Galleria Civica ospitante mostre ed esibizioni culturali di vario genere e il plesso centrale della Biblioteca Comunale, avente 60.000 volumi tra cui manoscritti, miniature e libri rari di grande pregio.
Adiacente a Piazza Vittorio Emanuele è il Belvedere Francesco Crispi, al cui centro troneggia la Fontana che rappresenta il mitico ratto di Proserpina che la leggenda vuole abbia avuto luogo sulle rive del lago Pergusa; dal belvedere il panorama di cui si gode è unico in Sicilia, con in primo piano la vicina Calascibetta e un paesaggio amplissimo sullo sfondo.
Poco più avanti si apre Piazza VI Dicembre, in memoria dell'istituzione della Provincia di Enna, su cui si affacciano la chiesa e convento di San Marco, la cui fastosità dei decori barocchi, dei marmi policromi, dei pezzi d'altare in legno e oro è stupefacente.
Piazza Umberto I segue congiunta, ed è arricchita dal Teatro Garibaldi, il cui elegante prospetto ha un colonnato in stile neoclassico, e all'interno dispone di quattro livelli di palchi dorati e artistiche decorazioni, che ospitò anche personalità politiche e dello spettacolo, e le sedi dei maggiori istituti bancari e creditizi, che prospettano con antichi edifici stuccati e restaurati sulla piazza.
In una viuzza, pittoresco scenario di un vivace mercato alimentare giornaliero, si intravede la Chiesetta della Madonna Addolorata, con un interessante campanile con maioliche policrome, che custodisce il feretro di Maria Addolorata uscito il venerdì santo nella suggestiva processione ennese.
Si può quindi incontrare il Municipio, palazzo storico con annesso il campanile gotico di San Giovanni, ornato da una bifora.
Una breve deviazione porta alla monumentale Piazza Garibaldi, su cui prospetta l'imponente Palazzo del Governo, l'edificio della Provincia e della Prefettura, costruzione d'epoca fascista rivestita di mattoni rossi e avente un'alta torre civica in centro.
Sempre lungo Via Roma si incontra quella che fu la dimora ove soggiornò l'oratore romano Cicerone, ricordato da una lastra marmorea.
Segue Piazza Napoleone Colajanni con la statua dedicata al politico ennese che tanta importanza ebbe agli inizi del Novecento, Palazzo Pollicarini, edificio barocco tra i più importanti della città ma oggi bisognoso di un urgente restauro, il nobile Palazzo dei Benedettini ospitante la Soprintendenza dei Beni Culturali e Ambientali di Enna e, accanto, l'elegante Palazzo Varisano, sede del Museo Archeologico Regionale di Enna che espone numerosi reperti provenienti da diversi bacini archeologici sparsi per tutta la Provincia di Enna.
Il trionfale Duomo si affaccia a un'ampia piazza con la statua dedicata a Giuseppe Mazzini.
Infine, si ha il maestoso Castello di Lombardia, che conclude la Via Roma con una pittoresca piazza alberata con un belvedere ed una stele sovrastata dallo svettare del tricolore.